# Nyepi

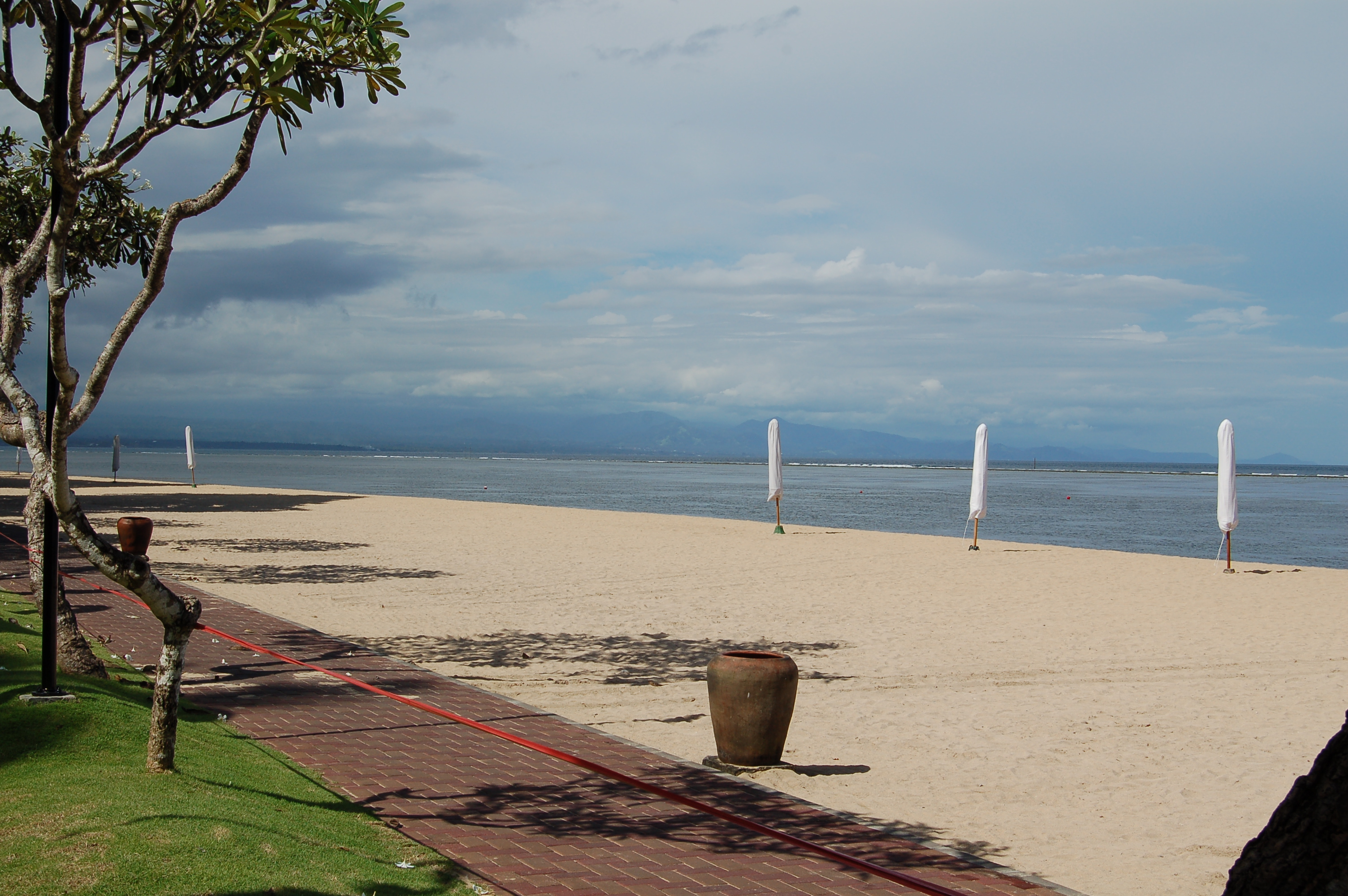
Plage de Sanur déserte, le 7 mars 2008.

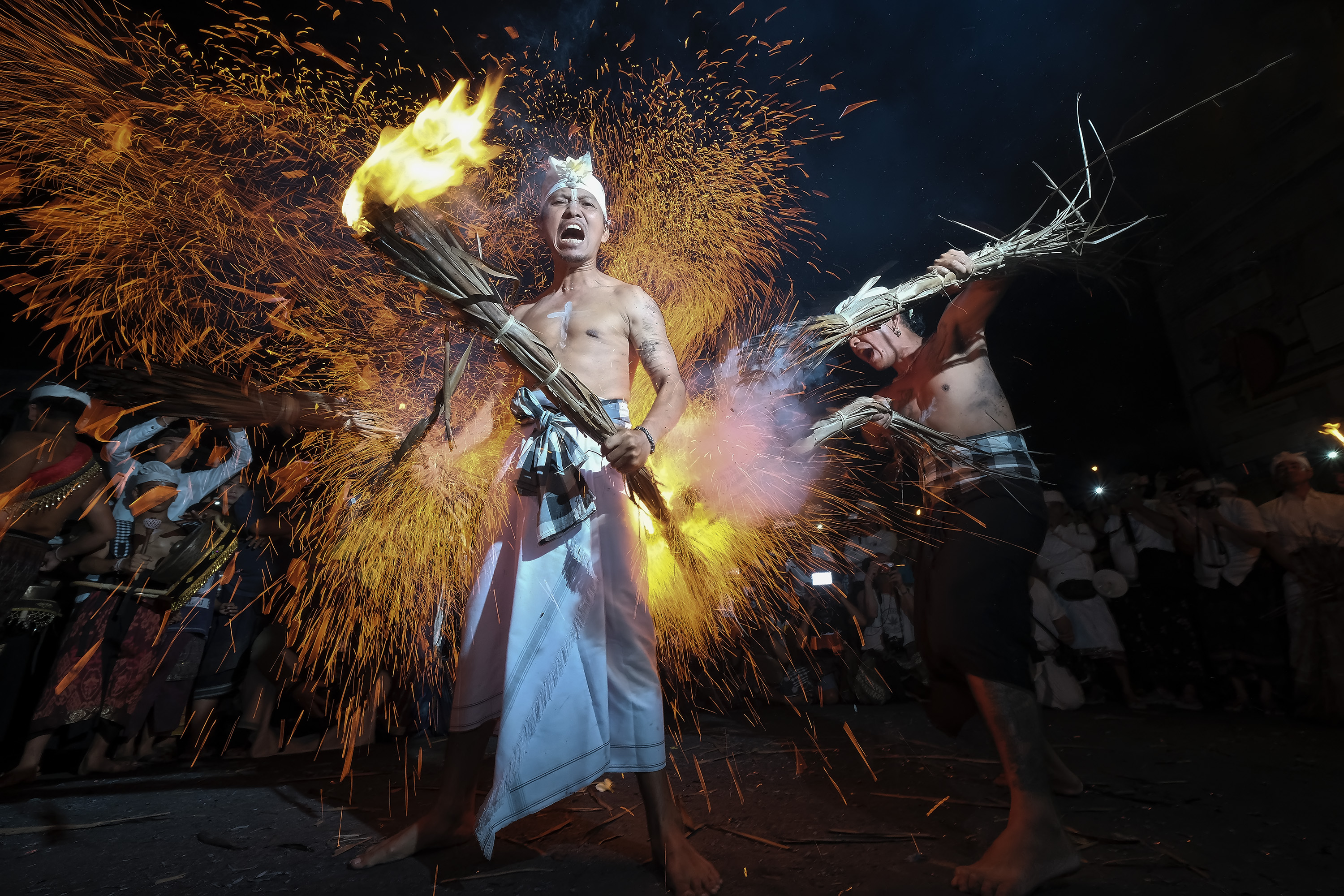
Feu d'artifice pour le Nyepi, nommé aussi Lukat gni, dans le Kabupaten de Klungkung. Mars 2018.

Le Nyepi est le nouvel an balinais, basé sur le calendrier Saka. Il s'agit d'une journée de silence, de jeûne et de méditation (ce jour est également célébré en tant que Gudi Padva au Maharashtra, Ugadi dans l'Andhra Pradesh et au Karnataka en Inde). Le Nyepi est précédé la veille par les processions des Ogoh-Ogoh.
Le jour du Nyepi, le silence est observé durant 24 h à partir de 6 heures du matin. La journée est réservée à la méditation et les démons ne doivent pas être tentés par un retour auprès des humains, ce qui impose certaines restrictions : peu de lumière visible, pas de travail, pas de divertissement, pas de déplacement ; et, pour certains, le jeûne et le silence total. Le jour du Nyepi, les lieux habituellement animés sont déserts, on n'entend ni la radio ni la télévision, et on observe peu de signes d'activité même dans les maisons. Les seules personnes visibles hors des maisons sont la Police du Tourisme et les gardes traditionnels, connus sous le nom de pecalang, qui patrouillent dans les rues pour veiller au respect des coutumes et à la sécurité.
Bien que Nyepi soit avant tout une fête hindoue, les Balinais non-hindous observent ce jour du silence par égard pour leurs concitoyens. Les touristes sont forcés[non neutre] à rester à l'hôtel. Les institutions sont fermées toute la journée, Internet et l'électricité sont interdits, l'aéroport international de Bali est fermé. Les dérogations ne sont accordées qu'aux véhicules d'urgence médicale.

## Dates du Nyepi
La date du Nyepi correspond à un jour de nouvelle lune, et donc change chaque année :
| Années Saka | Dates du nouvel an balinais dans le calendrier grégorien |
| ----------- | -------------------------------------------------------- |
| 1928        | 30 mars 2006                                             |
| 1929        | 19 mars 2007                                             |
| 1930        | 7 mars 2008                                              |
| 1931        | 26 mars 2009                                             |
| 1932        | 16 mars 2010                                             |
| 1933        | 5 mars 2011                                              |
| 1934        | 23 mars 2012                                             |
| 1935        | 12 mars 2013                                             |
| 1936        | 31 mars 2014                                             |
| 1937        | 21 mars 2015                                             |
| 1938        | 9 mars 2016                                              |
| 1939        | 28 mars 2017                                             |
| 1940        | 17 mars 2018                                             |
| 1941        | 7 mars 2019                                              |
| 1942        | 25 mars 2020                                             |
| 1943        | 14 mars 2021                                             |
| 1944        | 3 mars 2022                                              |